# Il migliore amico dell'uomo
Il migliore amico dell'uomo (Man's Best Friend) è un film del 1952 diretto da Jack Kinney. È un cortometraggio animato della serie Goofy, prodotto dalla Walt Disney Productions, uscito negli Stati Uniti il 4 aprile 1952 e distribuito dalla RKO Radio Pictures.

## Trama
George Geef decide di comprare un cucciolo di cane che chiama Bowser e cerca senza troppo successo di addestrarlo. Bowser cresce e George non riesce a farsi ubbidire dall'animale, che arriva a creare dei danni ai vicini di casa, costringendo il padrone a risarcirli. Una sera George esce di casa, lasciando Bowser di guardia. Tuttavia un ladro riesce a entrare in casa, senza che Bowser si avveda di nulla, e quando George torna a casa viene inseguito dall'animale ed è costretto a rifugiarsi su un albero.

## Distribuzione

### Edizione italiana
Il primo doppiaggio italiano conosciuto risale al 1986 e fu realizzato per l'inclusione del corto nella VHS Il mondo di Pippo. Nel 1993 fu doppiato dalla Royfilm per essere incluso nel tredicesimo volume della collana di VHS VideoParade; in tale occasione il cane fu chiamato Fusto. Tale doppiaggio fu usato fino agli anni 2000, quando il film venne nuovamente doppiato dalla stessa società sotto direzione di Leslie La Penna, ripristinando il nome originale del cane (Bowser).

### Edizioni home video

#### VHS
- Il mondo di Pippo (ottobre 1986)[1]
- Serie oro – Pippo pasticci e simpatia (febbraio 1987)[3]
- VideoParade vol. 13 (dicembre 1993 o gennaio 1994)[2]

#### DVD
Il cortometraggio è incluso nel DVD Walt Disney Treasures: Pippo, la collezione completa.